# 裂褶菌科
裂褶菌科（Schizophyllaceae）是担子菌门下伞菌目的一科。担子果开始时为杯状，然后变为盘状。菌盖表面生有绒毛，与一狭窄的基部相连，子实层体为假菌褶，从基部辐射而出，假菌褶纵裂而向两边反卷。单系菌丝，孢子光滑，无色。
有人认为裂褶菌与伞菌的菌褶不同源，因此将此科归入非褶菌目中。本科仅裂褶菌（Schizophyllum commne），生于阔叶树及针叶树的枯枝及腐木上，分布广泛，可食用，也可以药用。

## 属
- Auriculariopsis
- 裂褶菌属  Schizophyllum